# 소이작항
소이작항은 인천광역시 옹진군 자월면 이작2리, 소이작도 섬에 있는 어항이다. 2006년 8월 30일 어촌정주어항으로 지정되었다. 어항관리청은 옹진군수이다.

## 어항 구역
본 항의 어항구역은 다음과 같다.
- 소이작항 서쪽기점에서 남남동쪽으로 155m, 동북동쪽으로260m, 북북서쪽으로 200m지점을 순차적으로 연결하는 선 내의 공유수면(42,885m2)

## 어항 시설
- 선착장 80m, 호안 116m

## 기본 계획
- 선착장 80m, 호안 141m, 매립 526m2[2]

## 정비 계획
- 호안 25m, 매립 526m2[2]

## 주요 어종
- 광어, 우럭, 굴, 바지락, 전복